# Мосла
Мосла (лат. Mosla, от местного индийского названия) — род травянистых растений семейства Яснотковые (Lamiaceae).

## Ботаническое описание
Однолетние травы, сильно пахучие. Стебель прямой. Листья черешковые, зубчатые.
Чашечка колокольчатая, двугубая. Венчик от белого до розового или фиолетово-красного. Тычинки 4 (2 редуцированы). Плоды — орешки.

## Виды
Род включает 13 видов:
- Mosla bracteata Doan ex Suddee & A.J.Paton (2007)
- Mosla cavaleriei H.Lév. (1911)
- Mosla chinensis Maxim. (1883)
- Mosla dianthera (Buch.-Ham. ex Roxb.) Maxim. (1866) typus[1] — Мосла двупыльниковая
- Mosla exfoliata (C.Y.Wu) C.Y.Wu & H.W.Li (1974)
- Mosla hangchouensis Matsuda (1912)
- Mosla japonica (Benth. ex Oliv.) Maxim. (1875)
- Mosla longibracteata (C.Y.Wu & S.J.Hsuan) C.Y.Wu & H.W.Li (1974)
- Mosla longispica (C.Y.Wu) C.Y.Wu & H.W.Li (1974)
- Mosla pauciflora (C.Y.Wu) C.Y.Wu & H.W.Li (1974)
- Mosla scabra (Thunb.) C.Y.Wu & H.W.Li (1974)
- Mosla soochouensis Matsuda (1912)
- Mosla tamdaoensis Phuong (1982)